# Класична мова мая
Класична мова мая або класичне чолті є найдавнішим історично засвідченим представником мовної сім'ї мая. Це основна мова, яка була задокументована в доколумбових написах класичної епохи цивілізації мая в регіоні, відомому як маяб.
Вона також є нащадком мови протомая (таких як мови уастеки і юкатеки) і загальним предком чоланської гілки мов мая. Сучасні нащадки класичної чольті включають чол(chꞌol) і чорті (chꞌortiꞌ). Носії цих мов можуть зрозуміти деякі класичні слова мая.
Класична мова мая є морфологічно досить аглютинативною мовою, і більшість слів у цій мові складаються з кількох морфем із дуже невеликими нерегулярностями. Існують деякі регіональні та часові варіації, що цілком нормально, враховуючи тривалий період використання мови. Незважаючи на це, тексти ясно показують, що це одна єдина мова.
Подібним чином мова демонструє ергативне вирівнювання по особах, а також синтаксично у фокусних конструкціях. У той час як нащадки чоланських мов обмежують цю модель ергативного вирівнювання реченнями в завершальному аспекті, класична чолті не демонструє доказів розділеної ергативності . 
Її розмовна форма, чолті з регіону Manche, відома з граматики під назвою « Мистецтво мови чольті» (Arte de la lengua choltí), написаної між 1685 і 1695 роками , яку вперше дослідив Даніель Гаррісон Брінтон . Ця мова стала особливо цікавою для вивчення гліфів мая епіграфістами , оскільки більшість гліфічних текстів написані класичною різновидом чолті, якою, як вважають, розмовляли вважаючи це формою престижу у всьому регіоні мая протягом класичного періоду.

## Лінгвістична класифікація

Класичну мову мая можна визначити як рідну мову Чол, Чолті, Чорті та Чонталь де Табаско (темно-синій).

Сьогодні вважається, що стародавні кодекси та інші класичні тексти були написані писарями, як правило, членами жрецтва мая, літературною формою мови чолті. Цілком можливо, що еліта мая розмовляла цією мовою як лінгва франка на всій мовній території мая.
Що стосується текстів класичного та посткласичного мезоамериканських періодів, то на сьогоднішній день доведено, що вони були написані чотирма різними мовами. Одна з них — це класична мова чолті, яка є найдавнішою задокументованою мовою, дві інші — мова західної чолани, мова східної чолани та тексти на юкатеканській мові, яка використовується особливо в Петені та на Юкатані). 
Є також докази того, що писемність мая іноді використовувалася для написання мов мая на нагір'ї Гватемали. Однак, якщо нею записували інші мови, то це робилося писарями чолті і тому мали її елементи.

## Історія

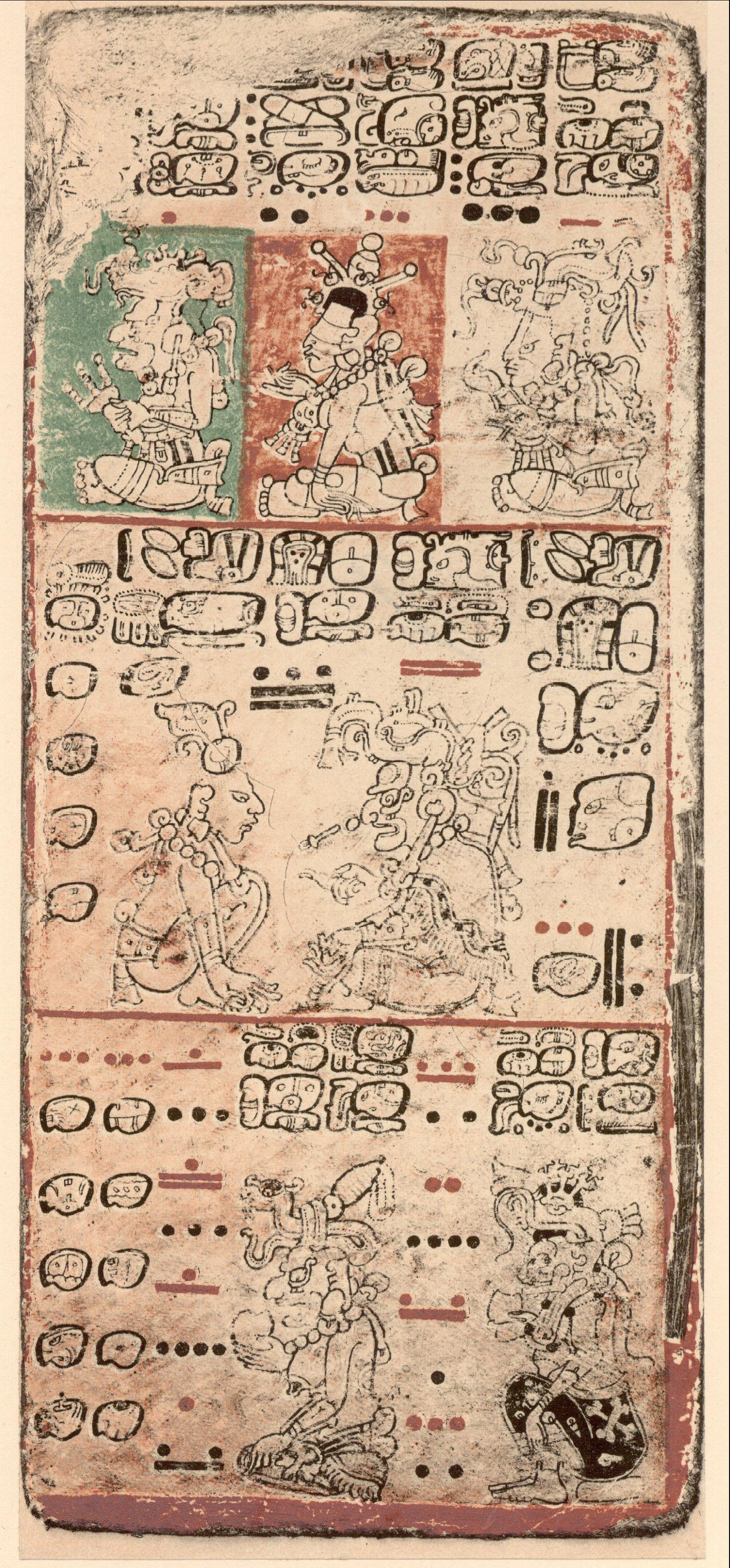
Сторінка 9 Дрезденського кодексу.

Протягом класичного періоду основні гілки родини маянських мов продовжували диверсифікуватися на окремі мови (бл. 100 р. н. е. вже можливо існувало п’ять чітких гілок: прото-уастеки, прото-юкатеки, прото-чолано, прото-канджобалано, прото-маме і прото-кічеано). Поділ між прото-юкатеканцями (на півночі, півострів Юкатан ) і прото-чолано (на півдні, нагір’я Чіапас і Петен ) відбувся вже в класичному періоді, коли було зроблено більшість існуючих написів мая. Обидва варіанти засвідчені в ієрогліфічних написах на місцях мая того часу. Завдяки своїй назві поширена думка, що це мова, від якої пішли мови мая, що є помилкою. Тільки чоланські мови походять від класичної мови, і не всі стародавні документи написані нею, оскільки також були знайдені гліфічні тексти, написані юкатекською мовою мая.
Незважаючи на те, що в ієрогліфічних текстах, що збереглися, найчастіше згадується тільки одна "престижна мова", в ієрогліфічному корпусі виявлено принаймні три різні різновиди мови мая: східний різновид чоланської мови, який був знайдений в письмових текстах південних районів мая та високогір’я, західний різновид чоланської мови, який поширився з регіону Usumacinta починаючи з середини VII ст., а також юкатецький різновид, знайдений у текстах з півострова Юкатан.  Причина того, що в гліфічних текстах знайдено лише кілька мовних різновидів, ймовірно, полягає в тому, що вони служили престижними діалектами в усьому регіоні мая. Ієрогліфічні тексти були написані переважно мовою еліти мая. Певний час найдавнішим знайденим написом була Стела 29 з Тікаля, датована 6 липня 292 року н.е.
Стівен Х'юстон, Джон Робертсон і Девід Стюарт припустили, що специфічний різновид чолті, який міститься у більшості  гліфічних текстів південних низин, був мовою, яку назвали класичною мовою чолті, мовою-предком сучасних мов чорті і чолті. Вони припускають, що вона походить із західного та південно-центрального басейну Петен, і що вона використовувалася в написах і, можливо, також нею розмовляли еліта та священики. Однак Мора-Марін стверджував, що риси, спільні для класичних низинних мов мая та чольтських мов, є збереженням, а не інноваціями, і що диверсифікація чоланської мови насправді відбулася пізніше класичного періоду. Мова класичних низинних написів тоді була б проточоланська. 

## Лінгвістичний опис
Написи класичного періоду були написані різними мовами мая, які на той час уже не були діалектами однієї мови, а фактично трьома чітко розмежованими мовами. Ці мови можна ідентифікувати як прото-юкатек, прото-чоль (або класичний чолті) і протоцельталано. Ближче до VIII ст. класична чолті розділилася на сучасні чорті (chortí), чол (chol) та чонталь (chontal).

### Фонологія
Класичну систему приголосних мая можна представити так:  
| ПРИГОЛОСНІ   | Губні     | Зубні | Альвеолярні | Піднебінні | Велярні | Глотальні |
| ------------ | --------- | ----- | ----------- | ---------- | ------- | --------- |
| Оклюзійні    | p pꞌ b bꞌ | t tꞌ  |             |            | k kꞌ    | ꞌ /ʔ/     |
| Африкати     |           |       | tz tzꞌ      | ch chꞌ     |         |           |
| Фрикативи    |           |       | s           | x /ʃ/      | j /x/   | h         |
| Плавні       | l         |       |             |            |         |           |
| Носові       |           | m     | n           |            |         |           |
| Напівголосні | w         |       |             | y /j/      |         |           |

Латинський алфавіт у класичній мові мая: a, b, bꞌ, ch, chꞌ, e, h, ꞌ, i, j, k, kꞌ (ꜭ), l, m, n, o, p, pꞌ, s, t, tꞌ, tz, tzꞌ (ꜯ), u, w, x, y.
У класичній мові мая п'ять голосних: a, e, i, o, u. Довгі голосні пишуться подвійно: аа, ее, іі, оо, уу. Крім того, жодне слово не починається з голосної. Слова починаються з гортанної зупинки. Через це початкову літеру ꞌ часто пропускають, щоб полегшити транскрипцію та алфавітну структуру.
Найпоширенішим фонологічним процесом, засвідченим у гліфах мая, є усунення базових голосних у трискладовому слові. Коли послідовність у формі CVCVCVC з’являється як одне слово, другий голосний (ядро другого складу) видаляється, утворюючи два склади CVC. Приклади: 
CHUM(mu)-la-ja = "він сидить" транскрибується як chumlaj. 
AJAW-le-le = "світлість" транскрибується як ajawlel . 
Tu-ꞌu-BꞋAAH = "сам по собі" транскрибується як tuꞌbꞌaah . 
Sa-ku-WINIK-ki = "старший брат" транскрибується як saku(n) winik . 

### Граматика

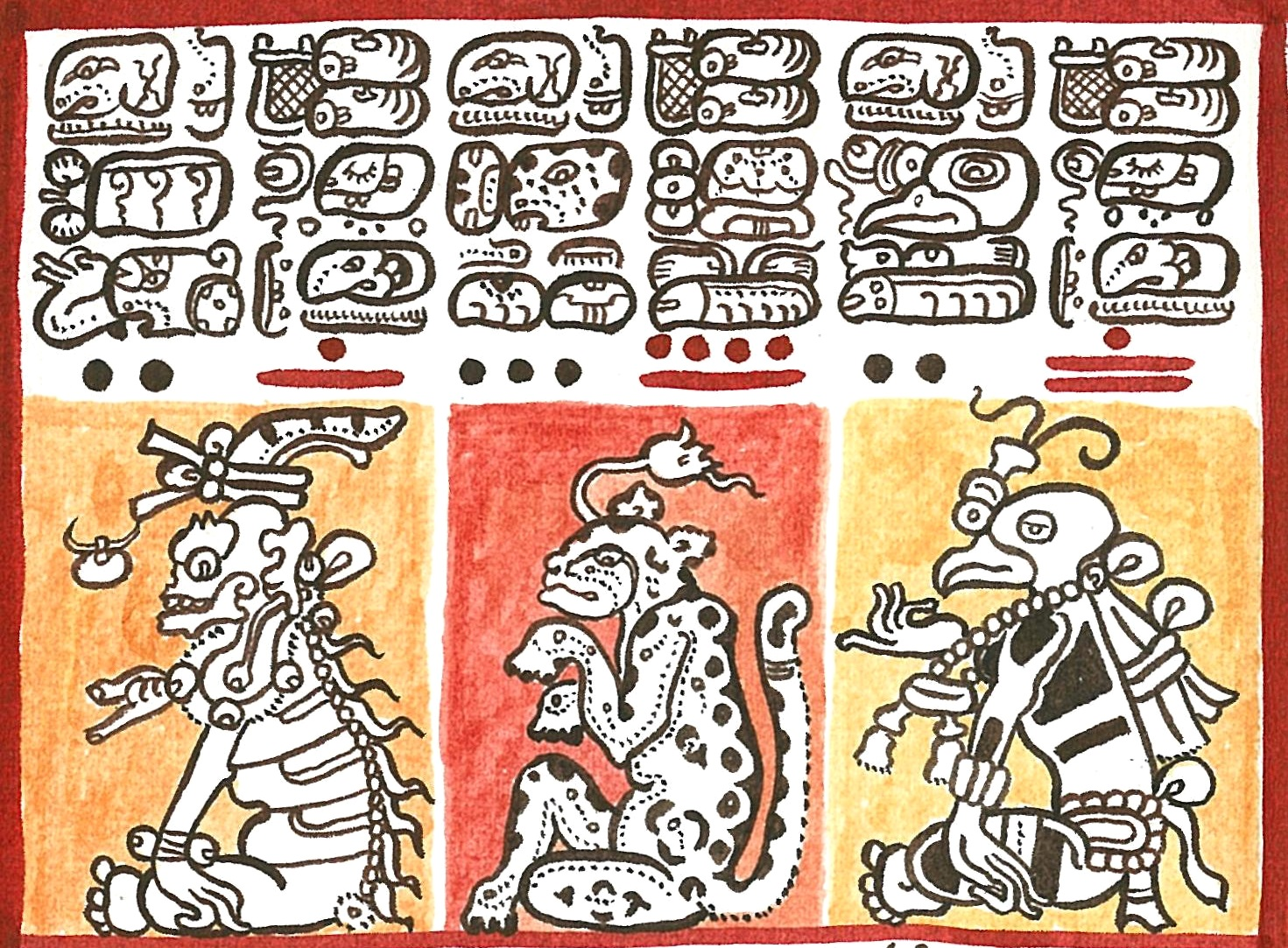
Фрагмент Дрезденського кодексу (сучасне відтворення)

За своєю основною типологією класична мова мая має структуру дієслово-суб’єкт-об’єкт і має ергативи, як і інші мови мая. Будучи полісинтетичною, вона використовує як префікс, так і суфікс, щоб показати граматичну функцію. Іменники не відмінюються ні за відмінком, ні за родом . Існує також цілий клас неперехідних, які передають просторове положення предмета. Основним суфіксом маркера енклітики множини є необов’язковий oobꞌ. Він також з’являється в особистому займеннику третьої особи множини ( haꞌob ). Інший енклітичний маркер, taak, служить для позначення кратності. Приклад: Chanteꞌ chꞌoktaak «четверо молодих людей».  Крім того, у мові використовуються лічильні слова для кількісного визначення іменників і система числення.

#### Числівники
Лінгвісти та епіграфісти досі сперечаються щодо точного читання класичних цифр мая. Числа, що перевищують 20, записуються в класичних написах мая як частина так званого «місячного ряду», наприклад, коли описується кількість днів, які має конкретний «місячний місяць» (наприклад, «20 + 9»; «20»). + 10") або кількість або порядок династій для підрахунку. 
Список числівників: mih (0), jun (1), chaꞌ/kaꞌ (2), ox/ux (3), chan/kan (4), hoꞌ (5), wak (6), huk/wuk (7) ), waxak (8), balun / bolon (9), lajun (10), buluch / buluj (11), laj chaꞌ / laj kaꞌ (12), ox lajun / ux lajun (13), chan lajun / kan lajun ( 14), hoꞌ lajun (15), wak lajun (16), huk lajun / wuk lajun (17), waxak lajun (18), balun lajun / bolon lajun (19), winak (20). 

#### Дієслова та дієслівні звороти
Дієслова не відмінюються за часом, а семантично змінюються за допомогою ряду часток аспекту. Було зафіксовано багато класичних словесних коренів мая. Деякі з них: akꞌ - «давати», al - «говорити», chaꞌ - «робити», tzꞌib - «писати, малювати», chꞌab - / kobꞌ - «творити», chꞌam - «отримувати», hul - «прибувати». ' ', pok - 'мити', chum - 'сидіти', jel - 'міняти', il - 'бачити', kꞌat - 'хотіти', och - 'входити, годувати', pitz - 'грати в м'яч', шлях - 'спати, трансформувати', kꞌay - 'співати', tal - 'прийти', nak - 'завоювати', pas - 'відкрити', pay - 'керувати', tzutz - 'закінчувати'.  Приклади дієслів у реченнях: Awinakeen (я твій слуга), hulioobꞌ (вони приходять), uchꞌamawoobꞌ (він приймає їх), lokꞌoyi (він йде). 
Незважаючи на використання приголосних, які часто не записувалися, система мовлення мая була чітко вказана. Наприклад, парадигма для перехідного дієслова з основою CVC така:
| Спосіб      | Транслітерація | Транскрипція | Переклад            |
| ----------- | -------------- | ------------ | ------------------- |
| Activo      | u-tzutz-wa     | utzutzuꞌw    | "він/вона закінчив" |
| Pasivo      | tzutz-tza-ja   | tzu⟨h⟩tzaj   | "це було закінчено" |
| Mediopasivo | tzutz-yi       | tzutzuuy     | "закінчилося"       |
| Antipasivo  | tzutz-wi       | tzutzuuw     | "він/вона закінчив" |
| Participio  | tzutz-li       | tzutzuul     | "закінчено"         |

Активний суфікс не брав участі в гармонійній/дисгармонійній системі, видимій у коренях, а завжди був - wa .
Однак мова змінювалася протягом 1500 років, а також існували діалектні відмінності, які відображені в письмі, як показано нижче для дієслова «він/вона сидів» (⟨h⟩ — це інфікс у корені chum для пасивного стану ). :
| Період                             | Транслітерація | Транскрипція |
| ---------------------------------- | -------------- | ------------ |
| Пізній докласичний                 | chum?          | chu⟨h⟩m?     |
| Ранній класичний                   | chum-ja        | chu⟨h⟩maj    |
| Класичний (Східний Чолано)         | chum-mu-la-ja  | chumlaj      |
| Пізній класичний (Західний Чолано) | chum-mu-wa-ni  | chumwaan     |

#### Іменники
На відміну від дієслів і позицій, більшість іменників не вимагають морфологічного походження . Для цих слів морфемою, яка використовується для отримання неволодіючих форм, є суфікс -Vl, хоча голосна для них може змінюватися від слова до слова, при цьому деякі слова приймають суфікс -is або -aas . Приклади: uchꞌahbꞌ 'його покаяння' > chꞌahbꞌil 'покаяння', yohl 'його серце' > ohlis 'серце'. З іншого боку, інші іменники, як правило, не мають присвійності та вимагають дерівації, коли є присвійність, зазвичай за допомогою абстрактного суфікса - V(V)l . Це пишеться складовим знаком - li, але може бути дві аломорфи, які здебільшого фонологічно зумовлені, - il для коренів CVC і - aal для коренів без CVC. Скоріше за все, винятки з цього зумовлені лексично. Приклад: lakamtuun 'стела' > u lakamtuunil 'його стела'. 

#### Займенники
Особові займенники, засвідчені в префіксальній формі, це: in- (1-ша одн.), u - (передголосна 3-я одн.) та у - (передголосна 3-я одн.). Присвійними займенниковими морфемами є ni - (передголосна 1-а одн.), w - (передголосна 1-а одн.), a - (передприголосна 2-га одн.), aw - (передголосна 2-га одн.), u - (передприголосна 3-я), у - (передголосна 3-я одн. і мн.), ка - (передголосна 1-а), к - (передголосна 1-а), і - (передголосна 2-а мн.) e * iiw - (передголосна 2-а мн.). 
Займенникові суфікси : - en (1-ша одн.), - at (2-а одн.), - Ø (3-я од. і множ.), - oꞌn (1-ша мн.) і *- eex (2-а мн.). Зафіксованими незалежними займенниками є haꞌat (2-а одн.), haꞌ, hin і haꞌi[n] (3-я одн.) і haꞌob (3-я одн.).  

## Письмо
Класична мова мая є основною задокументованою мовою писемності, яку використовували доколумбові мая. Вона  особливо представлена в гліфічних написах низинних регіонів періоду бл. 200-900 рр. Писемність мая має певну схожість у функціях з іншими логосилабічними системами письма, такими як шумеро-аккадський клинопис, у якому використовується комбінація логографічних і складових знаків (графем), але вона не пов’язана з ними. Корпус письмових графем складається з ядра складових знаків, які відображають фонологію класичної мови мая, якою розмовляли в регіоні в той період, які поєднувалися або доповнювалися більшою кількістю логографів.
Писемність мая — це письмо, генетично не пов’язане з жодним іншим. Класичні вирази мая можна було записати різними способами, такими як логограми, ідеограми з фонетичними доповненнями, логограми зі складами або використовуючи суто складову комбінацію. Наприклад, у загальноприйнятій моделі багато коренів дієслів та іменників подано логографами, тоді як їхні граматичні афікси записувалися складово, як і в сучасному японському письмі .

## Приклади речень
I chi naꞌik utimjeel a(w)ohl .
Тоді нехай буде радість твоєму серцю.
Ux pataj utuunil uwaybꞌil .
Їхні святилища будували тричі.
Tzutzuy ubꞌulukwinikhaabꞌ ukabꞌjiiy Kꞌinich Janahbꞌ Pakal .
Одинадцятий катун завершено під владою Kꞌinich Janahbꞌ Pakal .
Uchokow chꞌaaj Kꞌawiil Chan Kꞌinich .
Kꞌawiil Chan Kꞌinich кидає пахощі.
Nahbꞌaj uchꞌichꞌel witzaj ujolil .
Їхні калюжі крові та їхні черепи складаються в груду.
Tali wiinteꞌnaah Kꞌinich Yax Kꞌukꞌ Moꞌ .
Kꞌinich Yax Kꞌukꞌ Moꞌ йде з дому. 